# Iglesia de San Martín (San Martín de Tábara)
La iglesia de San Martín es un edificio religioso ubicado en la localidad tabaresa de San Martín de Tábara, provincia de Zamora, España.
La iglesia se ubica en la parte más alta de la localidad, mismo emplazamiento que tuvo el monasterio de San Martín del siglo IX. Se trata de una construcción neoclásica de tres naves y arcos apuntados, espadaña triangular con pináculos, y construida en mampostería y remates de ladrillo. La nave central alberga el retablo presidido por la figura de San Martín de Tours vestido con los atributos de obispo, patrono del pueblo, cuya festividad se celebra el 11 de noviembre. 
La iglesia ha pertenecido toda su historia a la diócesis de Astorga y es la población más sureste que se integra en esta diócesis. De las 4 localidades integrantes del Ayuntamiento de Olmillos de Castro todas forman parte de la Diócesis de Zamora, salvo San Martín de Tábara debido a su carácter histórico al ser su antiguo monasterio uno de los fundadores de la diócesis de Astorga.
En la Edad Media, durante el dominio templario, la iglesia fue la sede oficial del obispo de Astorga en sus visitas a Tierra de Tábara.

## Historia

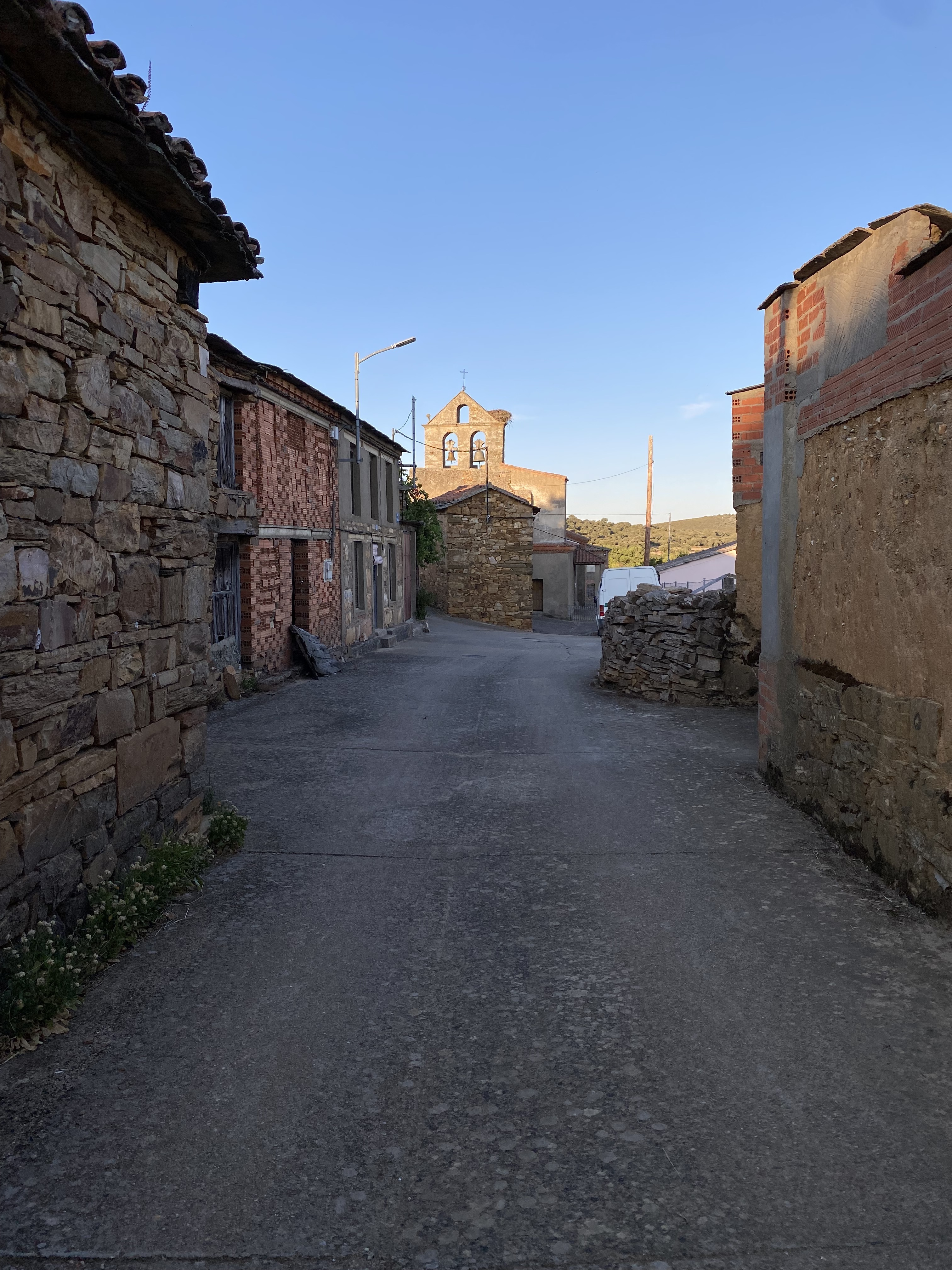
Calle del Concejo, la primera calle del pueblo de San Martín de Tábara surgida en torno al monasterio.

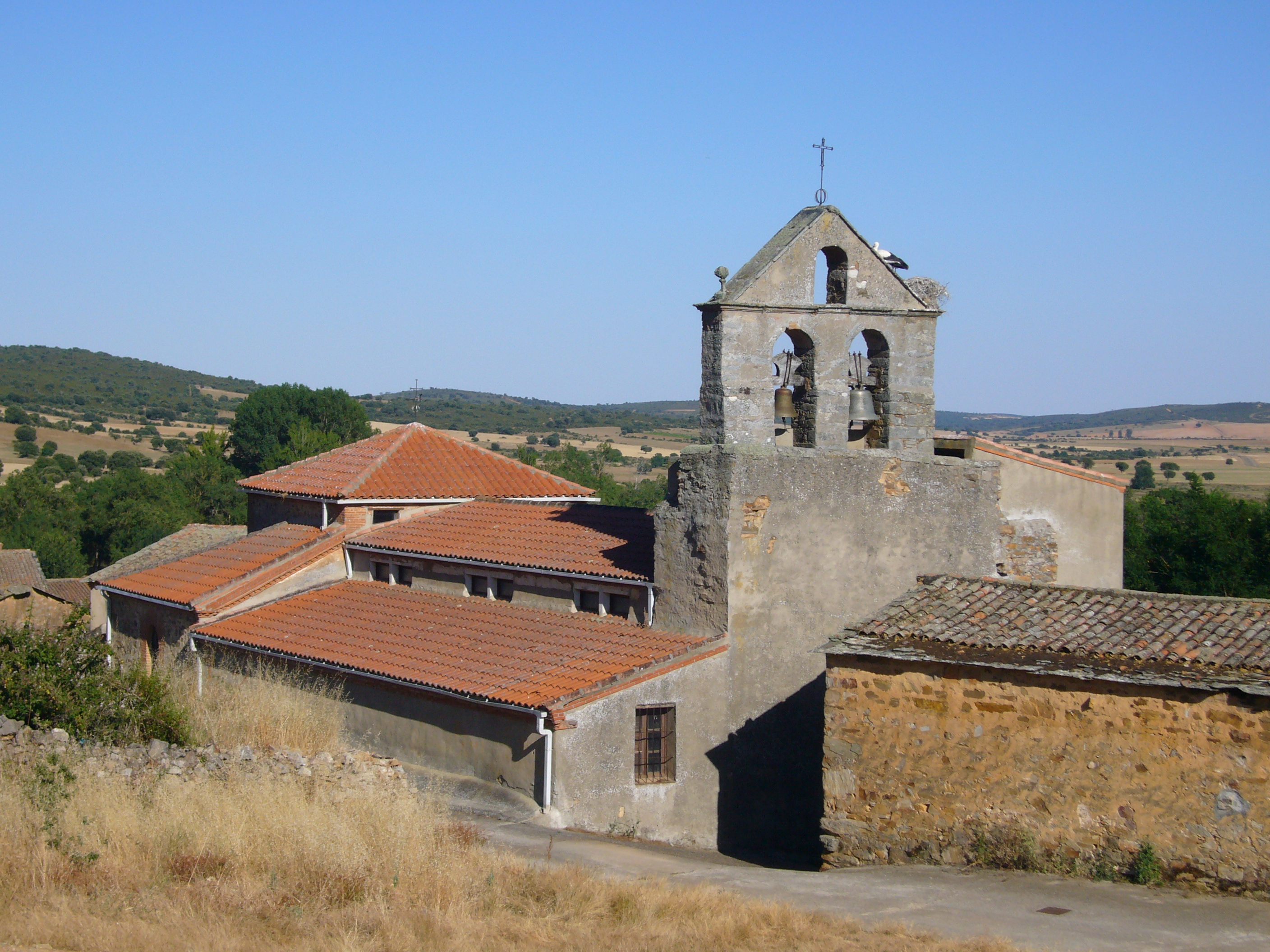
Iglesia de San Martín con la sierra de las Carbas al fondo.

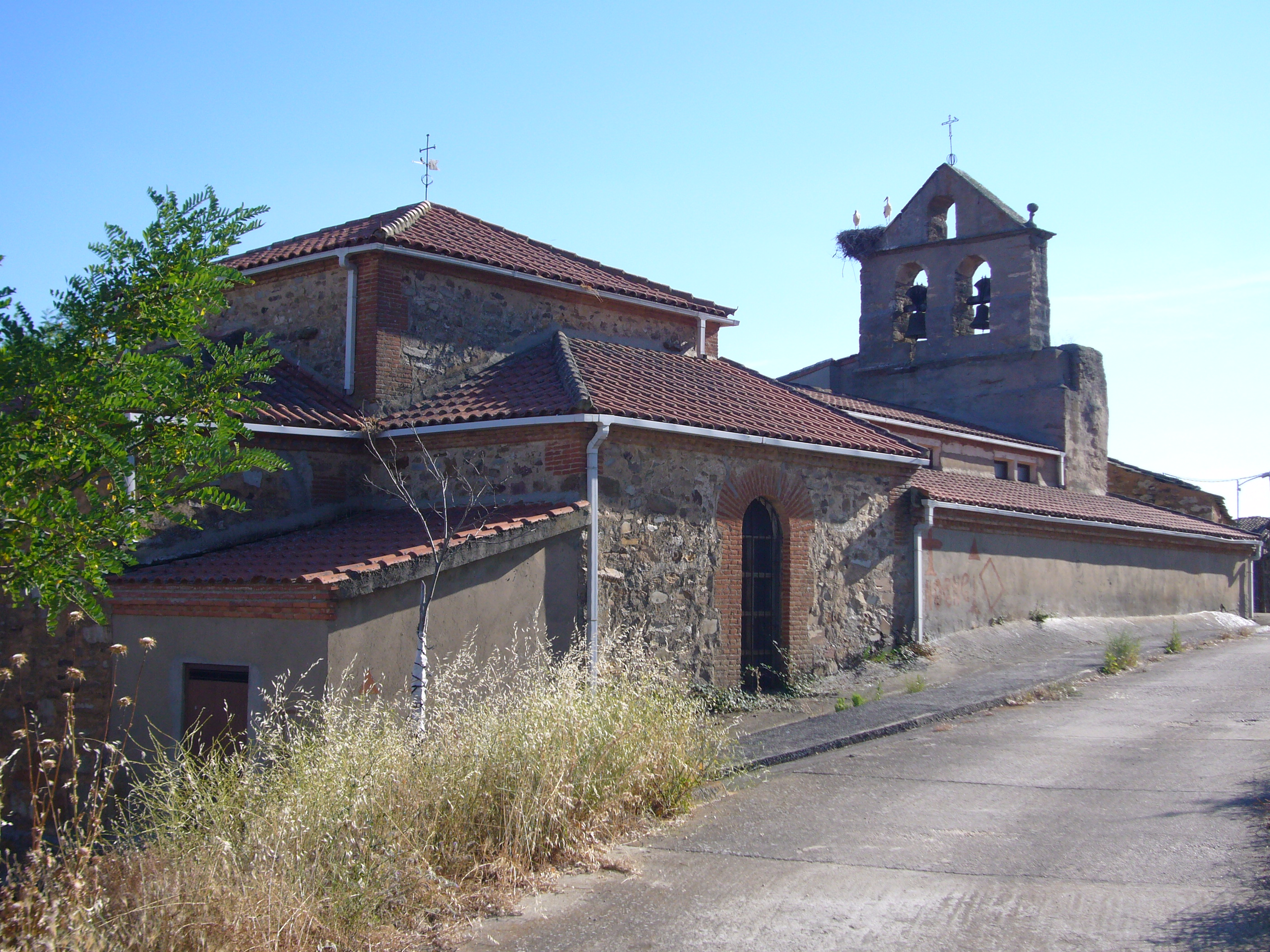
Iglesia desde la calle de la Cuesta en su parte suroeste.

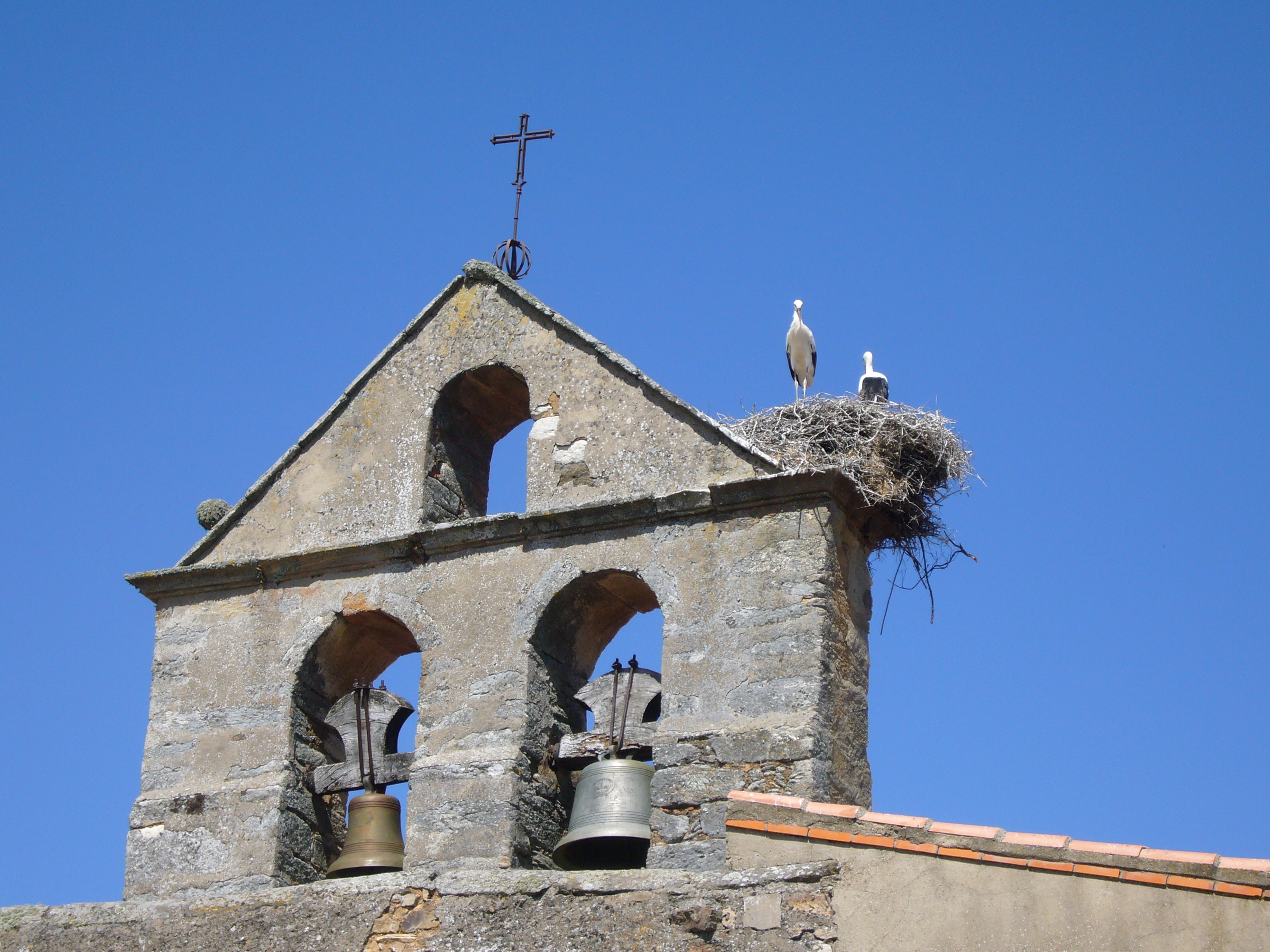
Campanario de la iglesia con sus habituales cigüeñas blancas.

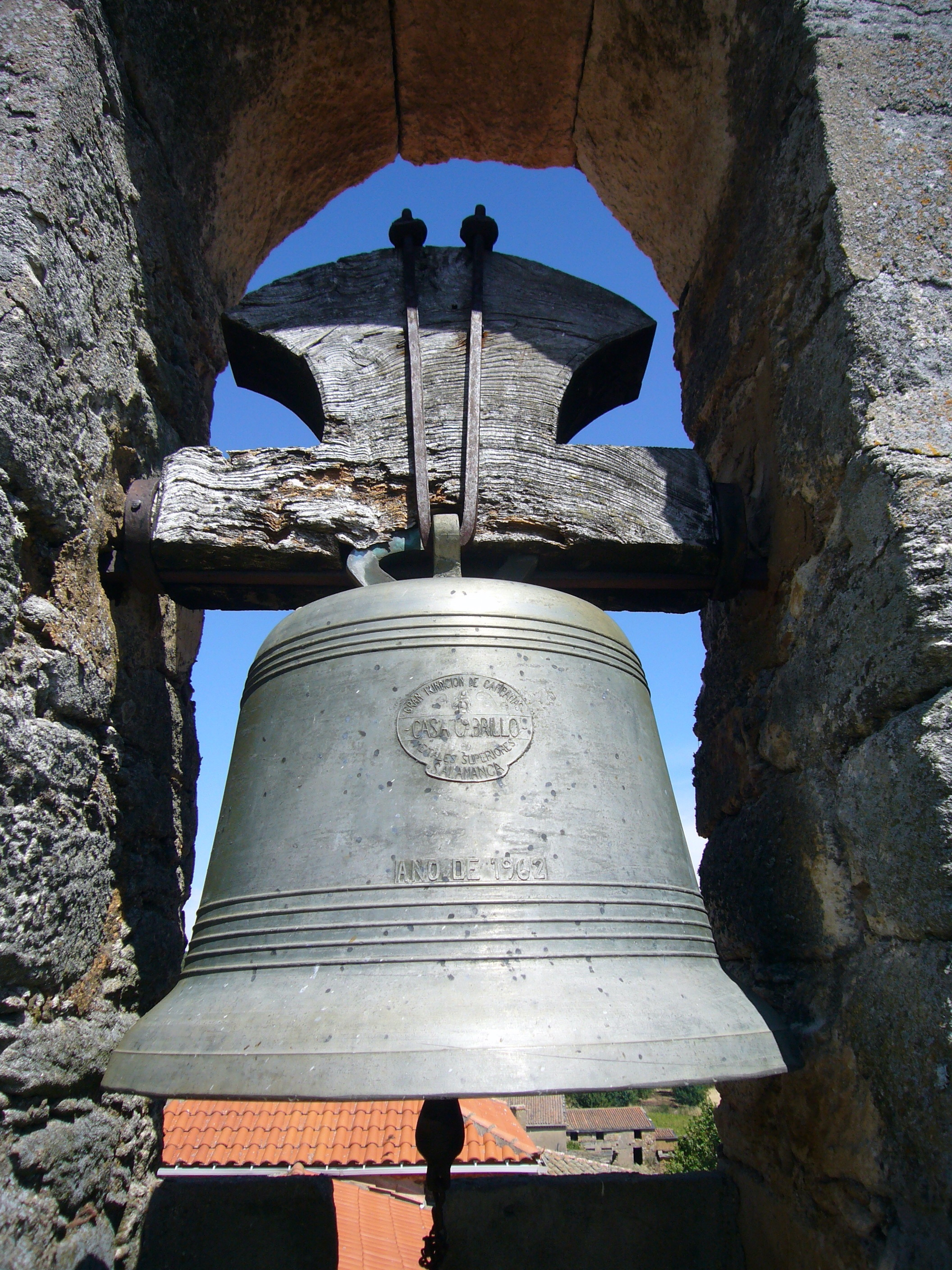
Campana de la iglesia de 1962.

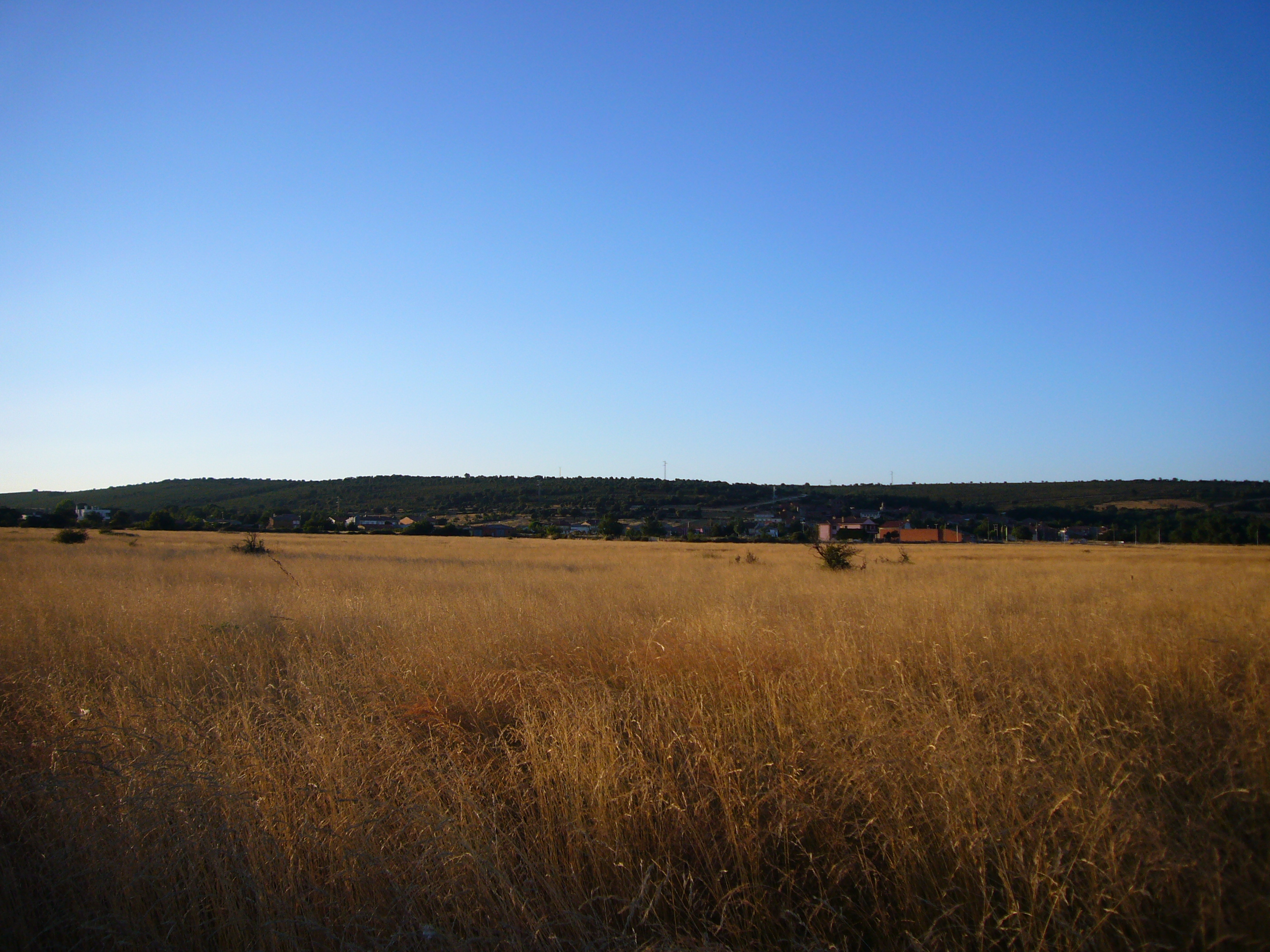
Skyline de San Martín de Tábara en las faldas de la sierra de las Carbas, lugar elegido por la Diócesis de Astorga en el para construir el monasterio.

### Monasterio de San Martín

#### Fundación de tres monasterios en Tábara a finales delsigloIX
La sonada victoria de Alfonso III el Magno sobre los árabes en la batalla de Polvoraria en 878, tuvo tal eco, que dio lugar al dicho popular "poner los pies en polvorosa", aludiendo a la estampida de los supervivientes del emir cordobés. Con este éxito bélico en la desembocadura del Órbigo en el Esla, en esta población zamorana de Santa Cristina de la Polvorosa, comenzó una repoblación de los territorios al norte del Duero y la fijación de la frontera, con amurallamiento y reconstrucción de Zamora.
El apoyo a la creación de monasterios en la Tierra Vieja de Tábara y en la zona del Tera fueron facilitando la fijación de población y la creación de espacios políticos y culturales como la escuela miniaturista de Tábara que dio origen a los Beatos.
A alto nivel de la Corona de Castilla y la colaboración de la Diócesis de Astorga, se estableció un plan para poblar y repoblar el oeste zamorano, con el objetivo de generar sociedad y hacer crecer un enclave fronterizo estratégico. Creando monasterios se garantizaba el origen de una población que designará como patrono al mismo monasterio.
En la zona del río Tera y en la de Tábara se impulsó la creación de varios monasterios en un radio de 10 a 25 kilómetros. En el reinado de Alfonso III de Asturias, y con el apoyo de Froilán de León y Atilano de Zamora en la Tierra Vieja de Tábara, durante el último tercio del siglo IX surgieron tres: San Salvador de Tábara, San Miguel de Moreruela y San Martín, que constituyen un triángulo en un radio de 10 a 20 km. En la planada tabaresa se asentaron los dos primeros y en un ramal debilitado de la sierra de Las Carbas ubicaron al monasterio de San Martín. Una de las premisas era que el de San Martín fuese el tapado, algo que se cumplía al estar separado de los de Tábara y Moreruela por la sierra de la Culebra, pero con fáciles accesos entre sí para los conocedores del lugar.
La ubicación de la actual iglesia de San Martín, sigue constituyendo, todavía hoy, a nivel de orientación, el lugar más apreciado de la localidad. Por su orientación sur, su elevación y visión del término a modo de mirador. Esas características fueron las que apreciaron los monjes para asentar el monasterio.
Dado que no existe documentación sobre la construcción del monasterio de San Martín y su origen suevo, se trata de uno de los hechos claves menos conocidos de la historia de la provincia de Zamora. Según el catedrático Eufemio Lorenzo el suelo de la actual iglesia posee información arqueológica aún por descubrir. Existen vestigios del primitivo monasterio en la parte inferior de las fachadas sur y este de la actual iglesia, donde se observan piedras grandes y alargadas que no son propias de los terrenos de la localidad sanmartineja y que se parecen a las de Tábara, por lo que pudieron ser traídas de ahí expresamente para la construcción del monasterio.

#### Nacimiento del monasterio de San Martín
Tras recientes publicaciones, se ha podido conocer gracias a los investigadores Eufemio Lorenzo Sanz, Fernando Regueras Grande y José Ferrero Gutiérrez, que el monasterio de San Martín surgió como cenobio rural a finales del siglo IX junto a los de Tábara y Moreruela. Su objetivo fue colonizador o poblador y por tanto sus monjes serían pocos y se centrarían en las tareas agrícola y ganaderas, sin olvidar las devocionales. El abad, que solía ser elegido por los propios monjes, era el responsable y organizador de la vida, no solo de estos, sino del resto de la población. Es decir, se convertía en la figura que regía el poblado y sus normas de convivencia y orden mucho antes de la existencia de los ayuntamientos.
Tal y como indica Claudio Sánchez-Albornoz, de 800 a 1100 imperó el monacato postvisigodo o repoblador con muchos cenobios, en general, pobres y rurales. Eran pequeñas células colonizadoras agrarias, con escaso contenido cenobítico. Las reglas por las que se rigen estos monasterios, son las prebenedictinas, mezcla de las postvisigodas de Fructuoso de Braga, Leandro de Sevilla y Isidoro de Sevilla.
La investigación histórica sobre el monasterio de San Martín no ha podido determinar si el monasterio fue de influencia sueva o mozárabe. San Martín de Braga convirtió al cristianismo a los suevos y fundó un monasterio en Dume, dedicado a San Martín de Tours. Según el investigador Tomás Mañares, la población de San Martín de Tábara tuvo su origen en el Pueblo suevo, como la de Braga, no mozárabe como la de Tábara, por lo que el monasterio de San Martín eligió como patrono a San Martín de Tours siguiendo al monasterio de Dume.

#### El monasterio de San Martín refugio de Tábara y Moreruela
El acontecimiento que seguramente más contribuyó a la consolidación y progreso del monasterio de San Martín tuvo lugar a finales del siglo X, con motivo de la 31 aceifa sangrienta de Almanzor, la cual discurrió en 988 por Tábara y Moreruela de Tábara en su camino a Astorga. Los monjes que habitaban en los monasterios tabarés y moreruelino planificaron una huida de emergencia en el monasterio de San Martín, dada la predilección del canciller árabe por la destrucción de cualquier centro de vida. San Martín estaba próximo, seguro y alejado de la ruta de Almanzor.
En agosto de 988 Almanzor cruzó el Esla por la zona de Castrotorafe y penetró en el valle de Tábara dirección a Astorga, destruyendo los núcleos de población de Tábara y Moreruela de Tábara. Para entonces, los monjes residían refugiados en San Martín con los valores más preciados que pudieron trasladar, como cálices, iconos, reliquias, libros, etc. Ferrero Gutiérrez apunta que los monjes trasladaron el Beato Morgan a San Martín de Tábara donde estuvo custodiado durante años para evitar su destrucción y posteriormente trasladarlo al monasterio de San Miguel de Escalada.
150 años después, el abad de San Martín, Domingo Alfonso, comenzó la reconstrucción de Tábara con la construcción de la iglesia de Santa María en el antiguo monasterio de San Salvador.

#### San Martín se convierte en la capital de Tierra de Tábara
Tras la razzia destructiva de Almanzor en la planada de Tábara en el 988, toda la tierra pasó a ser gestionada directamente por la Corona leonesa entrando en un marasmo y ostracismo que se prolongó más de siglo y medio. El pueblo de San Martín de Tábara quedó como único referente de la Tierra Vieja de Tábara, lo que la convirtió en la capital de facto de la comarca tabaresa. El monasterio recibió un gran impulso y cobró mayor importancia, con un auge en los ingresos que procedían de los monjes refugiados de Tábara y Moreruela de Tábara, como legítimos herederos de sus monasterios de origen.
El abad del monasterio de San Martín, Domingo Alfonso, se convirtió en el líder religioso y gestor de la comarca, asumiendo un papel determinante en la reconstrucción de la villa de Tábara y el levantamiento de la iglesia de Santa María sobre los restos del monasterio de San Salvador.
El rey Fernando I de León se responsabilizó de los monasterios, y estableció una nueva organización político-administrativa para la comarca. A la par que entregó las ciudades de Toro y Zamora a sus dos hijas, Elvira de Toro y Urraca de Zamora, respectivamente. En 1065 tras su fallecimiento entregó Tierra de Tábara a Elvira, la cual donó en 1089 a su sobrina Sancha Raimúndez por enfermedad. En el fuero de Castrotorafe de 1129 Tierra de Tábara aparece ya oficialmente bajo el infantado de Sancha.
Tras investigación de Augusto Quintana Prieto se conoce que en 1137 se realizó la consagración de la iglesia de Santa María de Tábara, acto en el que el abad sanmartinejo Domingo Alfonso, fue el maestro de ceremonias ante la atenta mirada de asistentes de referencia como el obispo de Astorga Roberto, o la señora de Tábara y hermana del rey Alfonso VII de León, Sancha Raimúndez. De aquel solemne acto se conserva grabado en una losa sepulcral de la fachada sur de Santa María el siguiente tema:

El obispo Roberto consagró esta iglesia en el año 1137, siendo Domingo Alfonso abad de San Martín. Rogad por él con un padre nuestro.

### Iglesia de San Martín

#### Del infantado a la encomienda templaria de Tábara
Elvira de Toro y luego Sancha Raimúndez revirtieron años de penumbra y volvieron a situar a Tábara en el centro territorial como capital del infantado. Alfonso VII de León y su hermana Sancha que procesaban gran devoción por los hermanos cistercienses de San Bernardo en el Reino de León, expandieron donaciones en favor del Temple. En la provincia de Zamora se crean diversas encomiendas templarias como la de Tábara, Castillo de Alba de Aliste, Alcañices o Zamora capital.
El catedrático Eufemio Lorenzo apunta a que la consagración de la iglesia de Santa María de Tábara en 1137 hizo efectiva la donación de Sancha Raimúndez a la orden templaria de la Tierra de Tábara (Valdetábara por aquel entonces) la cual aparece referenciada en la Crónica de veinte reyes. San Martín jugó un papel central y representativo de la encomienda templaria tabaresa al ser el lugar donde solemnemente era recibido oficialmente el obispo de Astorga.
Con Tábara bajo la jurisdicción templaria se produjeron tensiones con la diócesis, como el expuesto por Quintana Prieto sucedido en 1210 cuando el obispo Pedro Andrés decidió acudir al papa Inocencio III para buscar ayuda "sobre un asunto que él no era capaz de arreglar". El centro de la cuestión era la diferencia con los caballeros del Temple de las iglesias de Valdetábara porque estos no satisfacían los derechos a devengar al obispo y además ponían trabas para ejercer su jurisdicción diocesana. Pese a la creación de una comisión mediadora por parte del papa, los templarios no cumplieron los acuerdos. No fue hasta 1213 cuando se logró suscribir un convenio entre el obispo leonés don Pedro, el gran maestre del Temple Pedro Altíviz, mediando intervención del monarca Alfonso IX de León, bajo el siguiente acuerdo:

Composición y convenio entre el Obispo Don Pedro y Cabildo de Astorga de una parte, y Don Pedro Aluitiz, Maestre de la Milicia del Templo y los religiosos de esta orden de la otra, sobre las diferencias que tenían en orden a la jurisdiccion ecclesiastica en las iglesias de Tavara, el cual se concluyó en esta forma:
Que el señor Obispo de Astorga deba visitar una vez en cada año en el Valle de Tavara, y ser recibido en la iglesia de San Martín, y alli se le mantenga y a su acompañamiento de 30 personas, y caballerías, honesta y decentemente por espacio de dos dias; y el año que su Ilustrísima no pudiese, o no quisiesse ir a dicha visita, que el Arcediano sea recibido a ella con su acompañamiento y por un día se les mantenga bien y honestamente por los religiosos por espacio de un día.-
Que dicho Arcediano debe recibir de cada una de las dichas iglesias de dicho Valle que tengan diez parroquianos tres sueldos anuales en nombre del Cathedratico.-
Que el señor Obispo ni el Arcediano no echen sacas ni exacciones en las iglesias de dicho Valle.-
Que los capellanes que hayan de servir dichas iglesias perpetuamente o por tiempo limitado deban presentarse al señor Obispo o al Arcediano, y así presentado se les instituya las dichas iglesias.-
Que todos los clerigos de aquel valle esten obligados a venir a las juntas que llamasse el señor Obispo como todos los demas clerigos de su obispado.-
Que el señor Obispo o el Arcediano han de elegir por Arcipreste de aquel Valle a uno de los clerigos religiosos de alguna de sus iglesias, por quien se cumpla y egecute lo que pertenece a la jurisdiccion de dicho señor Obispo y Arcediano, por quanto deben tener libre correccion de los excesos en lo espiritual tanto en legos, como en los clerigos, como lo ejecutan en las demas iglesias de su obispado.
Fecha 14 calendas Maia Era MCCLI que corresponde a 18 de Abril del año de 1213. Reynando en león Don Alfonso 9º y siendo Obispo de Astorga Don Pedro. fol. 191 vuelto, número 692.

El catedrático de historia del derecho la Universidad de Burgos Emiliano González Díez destaca en una investigación de 2018 el gran papel que San Martín de Tábara y su iglesia estaba jugando en la escena político-religiosa en ese contexto histórico: "reparemos nuestra atención en la significada importancia que aún a principios del siglo XIII mantenía San Martín como punto central y representativo de la encomienda tabaresa al ser el lugar donde solamente era recibido oficialmente el obispo de Astorga anualmente durante dos días con un séquito de 30 personas".
En 1310 tras la instrucción de Medina del Campo en cumplimiento de la orden del papa Clemente V se evidenció la decadencia de los templarios que habían fusionado las encomiendas de Tábara y Carbajales de Alba bajo el mismo comendador, frey Gómez Pérez, y se constató que apenas alcanzaban los once religiosos.
En 1312 se suprimió la orden del Temple en el concilio de Vienne. Los templarios de Castillo de Alba-Tábara ya estaban para esas fechas prácticamente disueltos tras un proceso con muchas presiones políticas e intereses económicos por parte de la nobleza con el objetivo de conseguir las tierras que gestionaban los templarios rurales que eran abundantes en pastos y propicias para el desarrollo de la cabaña ganadera. Tierra de Tábara, y por ende, la iglesia de San Martín y su poblado, retornaron al realengo donde los reyes Alfonso XI de Castilla primero y su hijo Pedro I de Castilla después, se convirtieron en titulares del dominio directo y señores con todo el ius regale.

#### De señorío a marquesado en 5 siglos de decadencia
Desde la caída templaria en 1312 hasta 1371 se vivió una etapa de gestión directa por parte de los reinados de Alfonso XI de Castilla y Pedro I de Castilla. El asesinato de Pedro I a manos de Enrique II de Castilla en 1369 lo subió al trono de la Corona de Castilla y en una de sus primeras decisiones entregó entre otras Alcañices y Tábara a Gómez Pérez de Valderrábano en 1371 en agradecimiento a los servicios prestados en la guerra. Se inició en ese momento un nuevo periodo político-administrativo que sumiría a Tierra de Tábara en un territorio gobernado por 4 familias nobiliarias desde 1371 hasta 1886, en el que no hubo progresos sociales, económicos o poblacionales con campesinos que trabajaban unas tierras pobres por naturaleza y que se debían al señorío con múltiples impuestos recaudatorios. A partir de 1886 el título nobiliario del Marquesado de Távara se comenzó a comercializar en el mercado privado como elemento reputacional sin ningún valor jurisdiccional sobre Tierra de Tábara, donde los campesinos comenzaron la redención adquiriendo la propiedad de las parcelas que trabajaron durante siglos como vasallos.
En estos siglos el papel de la iglesia de San Martín no jugó un papel tan predominante como en siglos anteriores. Ejemplo de ello es la información que señala el Catastro de la Ensenada donde a mediados del siglo XVIII, San Martín, Tábara y Escober compartían el mismo párroco, Ángel Gómez de la Llamosa. Se sabe que en 1751 la iglesia de San Martín era propietaria de 14 tierras, de las que 5 estaban alquiladas al alcalde de la localidad, Gregorio Morán, y del resto se responsabilizaba de su cultivo el mayordomo Domingo Clemente. Además, la iglesia poseía como ganado 4 carneros, 14 ovejas con sus corderos y 12 vacíos, que producen al año 146 reales. Poseía también una casa en la calle del Concejo.
- Las actividades en las que el cura párroco o "parrocho" intervenía en San Martín en esta época eran variadas y todas bien remuneradas:
  - Percibía el 5% de todos los diezmos.
  - Cobraba las primicias.
  - Recibía las cantidades del voto de Santiago.
  - Cobraba por misas, sermones, vísperas y procesiones.
  - En las fiestas anuales de las 5 cofradías de San Martín, cobraba por las vísperas, sermones, misas y procesiones, además de asistir a las correspondientes comidas.
  - Cobraba por los aniversarios.
  - Asistía a algunas reuniones con el alcalde.
  - Iba anualmente a la toma de cuentas de los mayordomos de las cofradías.

El párroco Ángel Gómez impulsó la creación de las cofradías de Nuestra Señora del Rosario y San Antonio de Padua en San Martín de Tábara y la de San Roque en Escober de Tábara. En ocasiones alquilaba y administraba por su cuenta alguna de las rentas que correspondía percibir al rey o al marquesado.

#### La iglesia de San Martín en elsigloXXyXXI
Los primeros 60 años del siglo XX fueron un periodo de gran expansión para San Martín de Tábara. Demográficamente adquirió las principales cifras de su historia con una población cercana a los 400 habitantes, prueba de ello es que las dos escuelas estaban a pleno funcionamiento y llegó el ferrocarril al pueblo con la creación de una estación compartida con Losacio. La iglesia fue elemento favorecedor de este progreso, donde los párrocos residían en San Martín y estaban plenamente integrados en su sociedad. El párroco José González Carro se dedicó a promover la alfabetización de muchos vecinos de manera particular, convirtiéndose en una persona muy estimada tanto en San Martín como en Escober de Tábara, donde le dedicaron una calle a su nombre. Se convirtieron en vecinos involucrados en los asuntos de la localidad sanmartineja, donde poseían ganado y huerto, y realizaron una labor social admirable de entrega a unos campesinos acostumbrados a trabajar la tierra y atender a los animales sin descanso.
La llegada del siglo XXI, tras el éxodo rural, es la etapa donde más desvinculación se ha producido de la iglesia hacia la localidad. Una localidad que nació con uno de los primeros monasterios de España impulsado por la diócesis de Astorga hace más de 1.000 años. Ya no se ofician misas los domingos de manera continuada y la iglesia se encuentra cerrada habitualmente salvo que se solicite mediante cita previa. 

## Características
La iglesia se ubica en la parte más alta de la localidad, mismo emplazamiento que tuvo el monasterio de San Martín del siglo IX. 
La iglesia se compone de tres naves y arcos apuntados, estilo neogótico, espadaña triangular con pináculos, y construida en mampostería y remates de ladrillo; aloja en su interior retablos barrocos con parte de iconografía religiosa antigua y una pila bautismal.
Se trata de una construcción neoclásica de tres naves, encontrándose en la central el retablo presidido por la figura de San Martín de Tours vestido con los atributos de obispo, patrono del pueblo, cuya festividad se celebra el 11 de noviembre. En el altar derecho se encuentran las figuras de San Antonio Abad, Virgen de Fátima y San Isidro Labrador; y en el altar izquierdo se hallan las de San Fabián, Virgen María y San Sebastián.

## Párrocos
A continuación se listan los párrocos que ha tenido el monasterio y posteriormente la iglesia de San Martín que a fecha de hoy se han podido conocer:
- Monasterio de San Martín:
  - Domingo Alfonso (1137)

- Iglesia de San Martín:
  - Ángel Gómez de la Llamosa (1751)
  - Miguel Morán Fernández (1939-1948)[5]
  - José González Carro (1948-1963)
  - Don Cándido (1963-1990)
  - José Manuel Gordón Ramos (1990-2016)[6]
  - Carlos Hernández Prieto (2016-)[7]

Desde 1990 a la iglesia de San Martín se le asigna el párroco de la iglesia parroquial de Nuestra Señora de la Asunción en Tábara. En San Martín vivieron en la casa del cura todos los párrocos ejercientes hasta 1990.